# Сладак живот на српски начин
„Сладак живот на српски начин” је југословенски ТВ филм из 1971. године. Режирао га је Драгослав Лазић а сценарио је написао Александар Петровић.
Премијерно емитовање филма "Сладак живот на српски начин" је емитовано 8. новембра 1971. године.

## Радња
Фил је слика маловарошког менталитета припадника некадашњег вишег друштвеног сталежа. У лепе обичаје тога друштва спадале су и ванбрачне везе, љубавни сусрети који су били, разуме се, испуњени сликама менталитета и морала балканског поднебља. Реконструишући живот једног од припадника таквог друштвеног "крема", аутор се хуморно односи према минулом добу и његовим обичајима.

## Улоге
| Глумац                   | Улога |
| ------------------------ | ----- |
| Зоран Радмиловић         |       |
| Милутин Бутковић         |       |
| Вера Чукић               |       |
| Ташко Начић              |       |
| Рахела Ферари            |       |
| Бранка Веселиновић       |       |
| Мира Бањац               |       |
| Младен Млађа Веселиновић |       |
| Иван Ђурђевић            | Краљ  |
| Стеван Миња              |       |
| Радослав Павловић        |       |
| Славица Ђилас            |       |
| Драган Лукић Омољац      |       |
| Петар Лупа               |       |
| Милан Цаци Михаиловић    |       |
| Чедомир Петровић         |       |

## Награде
Сценарио је награђен на Конкурсу ТВБ 1970, а драма је учествовала на Фестивалу ЈРТ Порторож ’72.